# National Union Party
The National Union Party var ett amerikanskt politiskt parti bildat inför presidentvalet 1864. Det fungerade som en paraplyorganisation för republikaner och  demokrater i nordstaterna som stödde unionen och ville avskaffa slaveriet. Republikanen Abraham Lincoln och demokraten Andrew Johnson kandiderade till president respektive vicepresident och vann valet, som hölls mitt under det pågående inbördeskriget. Partiet förde under sin korta existens präglad av Abraham Lincolns pågående politik, präglad av nationalism och abolitionism.